# Spolia
Les spolia (neutre pluriel du latin spolium, « dépouille, butin »), également appelés remplois ou réemplois, désignent la réutilisation de matériaux (notamment des colonnes, des chapiteaux et des plaques de marbre) ainsi que d’œuvres d’art de monuments déjà existants comme matériaux de construction dans un nouvel édifice soit pour des raisons idéologiques, soit pour des considérations purement économiques. De façon plus large, ce phénomène d’appropriation désigne également l’utilisation d’œuvres d’art ou de pièces de monuments étrangers prises à l’ennemi pour embellir la ville du vainqueur en les intégrant dans de nouveaux ensembles.

## Les spolia: réemploi économique ou appropriation culturelle?

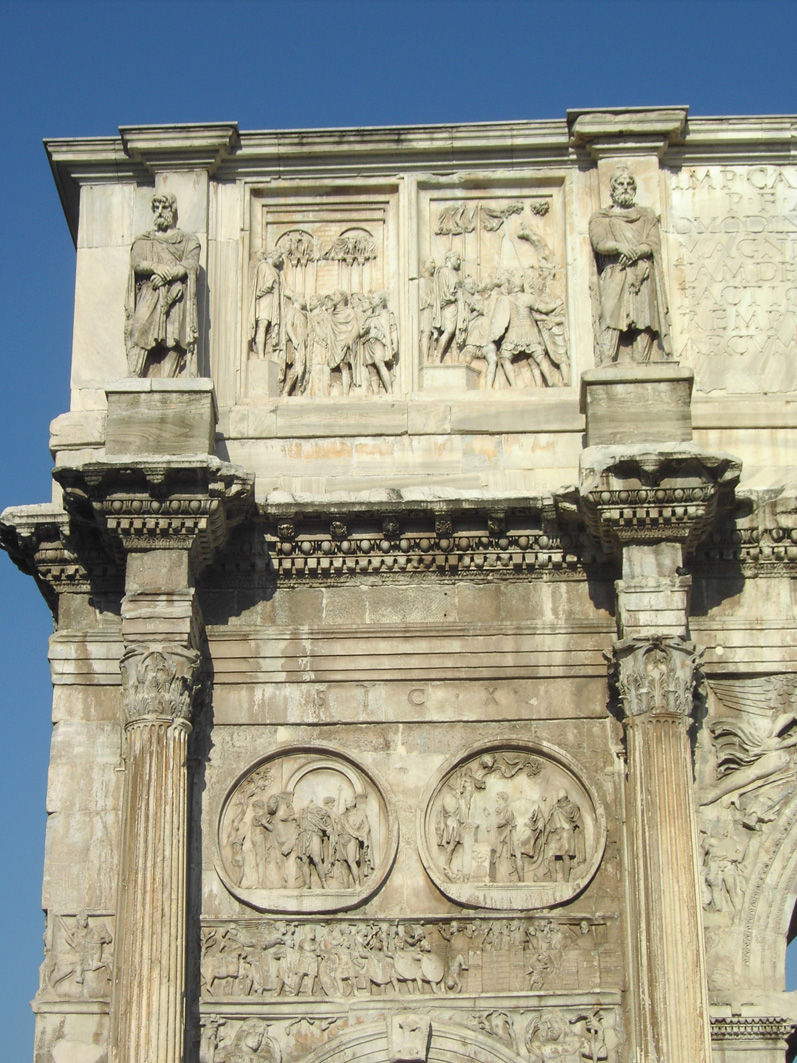
Détail de l'arc de Constantin, montrant des remplois de monuments antérieurs, depuis l'époque de Trajan.
Datation des reliefs de l’arc de Constantin, identifiant les empereurs pendant les règnes desquels les éléments ont été réalisés.

De nombreuses raisons peuvent expliquer la réutilisation de matériaux : aux motifs économiques et militaires se sont ajoutés  des motifs idéologiques, esthétiques ou apotropaïques ces derniers supplantant les premiers au cours des siècles, surtout lorsque les républiques italiennes d’Amalfi, Salerne, Gênes, Pise et Venise aux XIe siècle et XIIe siècle utiliseront les spolia pour illustrer leur puissance commerciale aussi bien que leur supériorité militaire.
La principale raison de la réutilisation de matériaux anciens dans la construction de nouveaux édifices fut au départ d’ordre économique et militaire. Si au début de l’Empire romain peu de cités étaient fortifiées, les choses changeront avec l’extension de l’empire et les batailles incessantes avec de nouveaux adversaires : ainsi, à la fin du IIIe siècle près de cent quatre-vingt cités possédaient des fortifications. Pour les construire, il était possible en temps de paix d’aller chercher au loin de nouveaux blocs de pierre et de les tailler sur place, mais en temps de guerre (par exemple, lors des invasions de la Gaule au IIIe siècle) le réemploi de matériaux existant dans un environnement proche permettait de gagner du temps. Les bornes kilométriques et les pierres tombales étaient alors réutilisées telles quelles et on n’hésitait pas à démolir d’importants édifices publics pour en réutiliser les pierres, comme ce fut le cas à Sens pour les bains publics, à Beauvais où fut réutilisé le temple du Mont Capron, de même que des parties d’amphithéâtres à Paris, Metz et Soissons. Une chronique du XIIe siècle mentionne que la chapelle palatine d'Aix-la-Chapelle fut construite avec des pierres provenant des murs de Verdun.
On a aussi expliqué la multiplication des spolia dans des édifices construits depuis Constantin par la situation économique déclinante de l’Empire romain. Effectivement, la production de nouveaux chapiteaux et colonnes diminua considérablement à partir du IVe siècle. La production de porphyre rouge semble avoir cessé en 450 et la plupart des carrières de marbre paraissent avoir été abandonnées au VIe siècle ou VIIe siècle. Toutefois, la réutilisation d’éléments anciens dans de nouveaux édifices de prestige n’avait pas seulement des raisons économiques puisqu’elle n’allait pas sans frais additionnels. Les différents éléments devaient être trouvés, réunis, transportés et adaptés à leur nouvelle utilisation. À la construction de colonnes et chapiteaux à l’endroit où devait être érigé le nouvel édifice, se substituèrent des dépôts où l’on regroupa les anciens matériaux et où on leur donnait la forme voulue avant leur envoi vers leur nouvelle destination. Deux des premiers édifices à utiliser abondamment les spolia sont l’Arc de Constantin (315) et la basilique Saint-Jean-de-Latran (vers 312-313) construits à Rome sur ordre de Constantin. On y constate une utilisation voulue des anciens matériaux et leur disposition selon une volonté trahissant une nouvelle esthétique. De fait, dans les textes relatifs à la réutilisation de matériaux le terme « spolia » n’est guère utilisé ; on emploie plutôt l’expression « rediviva saxa » (litt : les pierres ayant une nouvelle vie), suggérant un intérêt conscient pour faire revivre l’histoire dans la réalité contemporaine de l’époque.
De même, près de cinq cents ans plus tard, selon Éginhard, Charlemagne (empereur 800 – 814) aurait fait venir des colonnes de marbre de porphyre et de granit de Rome et de Ravenne pour les incorporer dans sa chapelle palatine d'Aix-la-Chapelle afin de donner à celle-ci, comme symbole de l’empire renouvelé, des liens concrets avec l’ancien Empire romain,. Des éléments architecturaux ou sculpturaux faisant partie des « dépouilles » apportées des campagnes militaires et incorporés dans de nouveaux édifices soulignaient, en embellissant la capitale, la victoire remportée sur les ennemis et la supériorité de la culture du vainqueur.
Enfin, les spolia pouvaient jouer un rôle apotropaïque, c’est-à-dire tendant à conjurer le mauvais sort et à détourner les influences maléfiques. C’est ainsi, par exemple, que Clive Foss interprète l’ajout de croix au Ve siècle sur les murs des temples de Rome et d’Auguste à Ankara (anciennement Ancyre). Selon l’historien, il s’agissait d’éloigner les daimones qui auraient pu être restés dans les pierres de ces anciens édifices païens. Le christianisme adoptait et adaptait ainsi une pratique d’usage courant dans le monde pré-chrétien. Liz James note que des  statues placées sur le côté et faisant face à l’extérieur furent incorporées avec soin dans les murs de la ville d’Ankara au VIIe siècle. Dans cet exemple, comme dans des exemples similaires trouvés à Milet, Sarde, et Pergame, on tentait, en renversant la statue « de placer celle-ci sous son propre contrôle et d’acquérir la force du dieu rival pour son propre bénéfice ». C’est peut-être également dans cette perspective que les deux têtes de méduses servant de point d’appui à des colonnes dans la citerne basilique construite sous Justinien sont, l’une renversée, l’autre sur le côté.

## Historique
En latin classique, le terme « spolium »  (dont nous est resté le verbe « spolier ») désignait littéralement la peau ou le cuir pris sur un animal. Le pluriel « spolia » était utilisé pour désigner la prise violente de quelque chose, comme typiquement le butin de guerre. Cicéron par exemple utilise le terme pour décrire comment Verres dépouilla la Sicile de ses antiquités.

### Dans l’Antiquité
Thucydide nous donne un premier exemple de réutilisation à des fins militaires et pour des raisons d’urgence lorsqu’il explique comment les Athéniens rebâtirent leur ville après la retraite des Perses en 479 av. J.-C. :

« De cette façon les Athéniens rebâtirent leur cité en très peu de temps. Même aujourd’hui on peut voir que les édifices furent construits à la hâte. Les fondations sont faites de différentes sortes de pierre, quelquefois même pas taillées pour s’insérer dans un ensemble, mais simplement déposées là à leur arrivée ; nombreuses sont les colonnes venant de tombes ainsi que les fragments de sculptures mélangés au reste. C’est ainsi que les limites de la cité purent être étendues de tous les côtés, utilisant dans la hâte tout ce qui tombait sous la main sans rien épargner. »

Le réemploi des matériaux de construction allait de soi à une époque où ces matériaux étaient non seulement chers mais également rares. On réemployait volontiers les matériaux d’édifices en ruines ou délaissés par les précédents occupants dans la construction de nouveaux édifices. Ce fut le cas des ruines des villes de Tralleis, antique capitale de la Cari (aujourd’hui au sud-ouest de la Turquie) détruite par un tremblement de terre en 26 av. J.-C., qui furent réutilisées lors de la reconstruction de la ville sous César Auguste. À Istanbul, la citerne basilique appelée aujourd’hui Yerebatan Sarnıcı, construite par l’empereur Justinien après la sédition de Nikè en 532, est soutenue par 12 rangées de 28 colonnes en marbre, soit un total de 336 colonnes, nombre d’entre elles surmontées de chapiteaux d'ordre corinthien venant d’anciens édifices, et deux d'entre elles possèdent une base faite d'un bloc en remploi, présentant une tête de Méduse sculptée mais posées  l’une à l’envers, l’autre sur le côté .

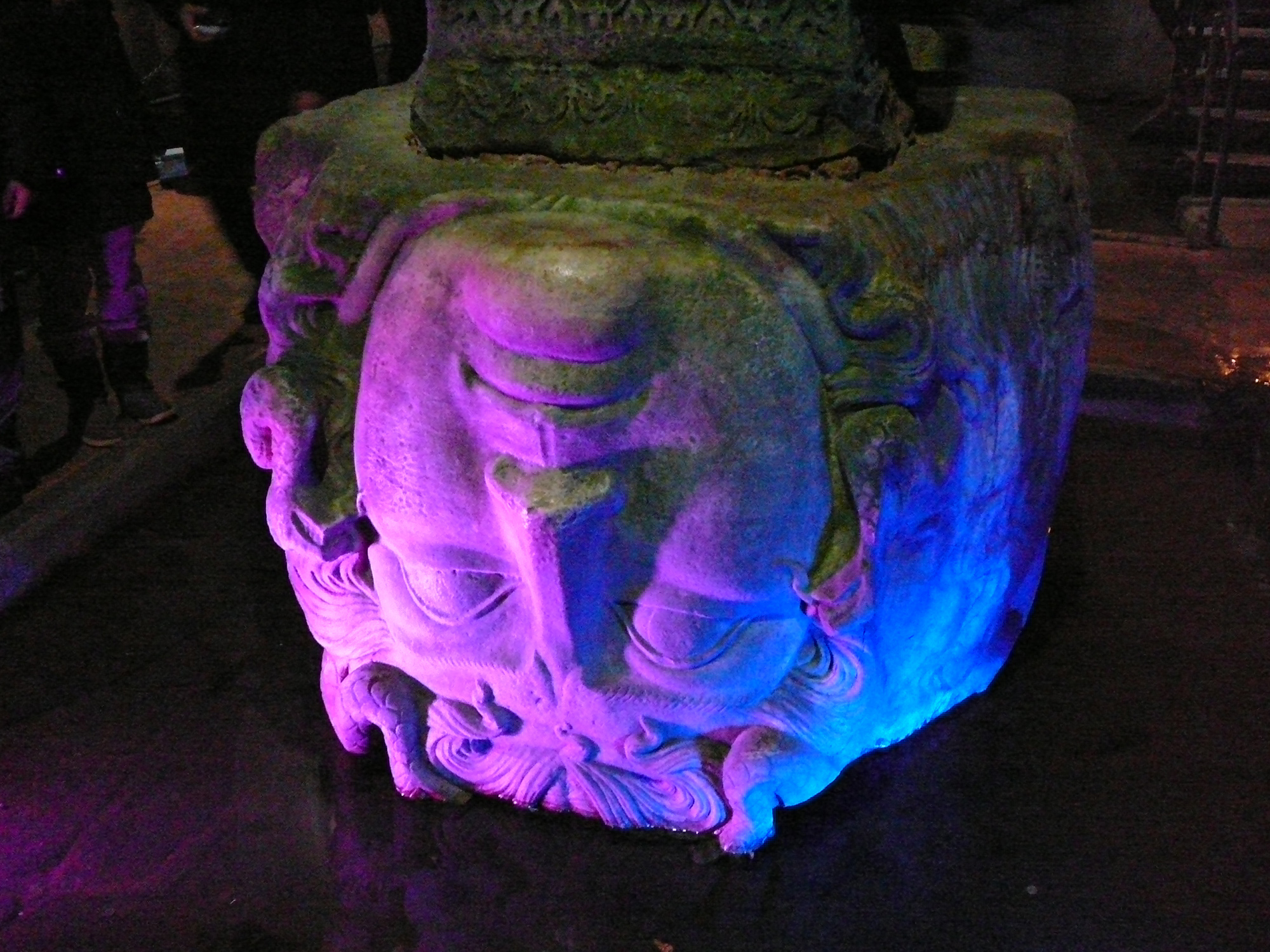
Tête de méduse inverse en remploi dans la Citerne Basilique.
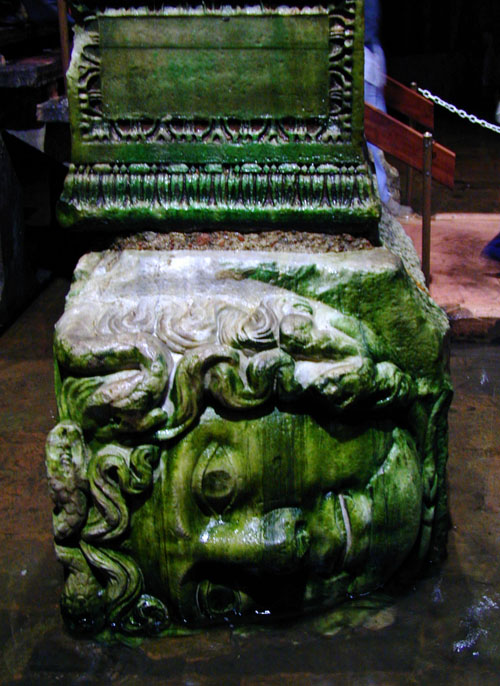
Tête de méduse sur le côté en remploi dans la Citerne Basilique.

Aux motifs utilitaires pouvaient déjà s’ajouter d’autres motifs. C’est ainsi que le temple d’Apollon Sosias construit à Rome au IIIe siècle av. J.-C. contient des spolia du Ve siècle incorporés manifestement comme un rappel historique d’une période antérieure.
À cette période, particulièrement en Afrique du Nord et en Asie mineure, les guerres perpétuelles de l’Empire romain contre divers ennemis firent en sorte que nombre de murailles de villes reconstruites le furent à partir des ruines des mêmes villes préalablement abandonnées. Justinien, entre autres, que Procope qualifie de remarquable bâtisseur, fut peut-être autant un « rénovateur » qu’un « bâtisseur » et nul doute que les murs de villes comme Kertsch (en Crimée) et Sébastopol le furent à partir des ruines des mêmes villes abandonnées précédemment.
Au cours de l’Antiquité tardive, l’utilisation de spolia venant de temples païens célébra le triomphe du christianisme. Ainsi, les auteurs de la « Vie de Porphyrios de Gaza » voient dans le réemploi des marbres du temple de Zeus Marnas de Gaza, pour en faire le sol de la nouvelle cathédrale, le symbole du christianisme foulant aux pieds le paganisme. Dans le cas de cette dernière cathédrale, construite de 402 à 407, la majorité de la population (plusieurs milliers d’habitants) était encore païenne, la communauté chrétienne ne comptant que 280 personnes. Le plan de la nouvelle église fut l’objet d’une controverse, certains voulant conserver le plan de l’ancien temple, d’autres se refusant à garder un vestige de paganisme. La question fut tranchée par l’impératrice Eudoxie elle-même, qui décida que l’église devrait avoir un plan cruciforme; l’année suivante l’impératrice fit parvenir trente-deux colonnes de marbre de Caryste provenant d’Eubée, lesquelles durent être intégrée à la construction alors que la partie inférieure des murs étaient déjà construits.

### Moyen Âge et Renaissance en Europe
Avec  l’art roman, les spolia furent utilisées de façon planifiée. Certaines églises présentent ainsi des portails empruntés à des époques antérieures, comme à Aix-la-Chapelle et Ravensburg en Allemagne, en Toscane en Italie, ou à Perpignan ou Romainmôtier en France. La cathédrale de Syracuse incorpore des colonnes provenant d’un temple grec antérieur construit au même endroit. Les colonnes de la chapelle palatine d’Aix-la-Chapelle proviennent de Ravenne. À Aix-en-Provence, le château des comtes de Provence intègre deux tours provenant des ruines de la porte monumentale de la voie vers Rome (tours du Trésor et du Chaperon) ainsi qu’une autre ruine qui devait être un mausolée, car des urnes funéraires y furent trouvées. Un cas extrême est, au 11e siècle, celui de la casa dei Crescenzi, à Rome : sa structure incorpore de nombreux morceaux hétéroclites provenant du Forum romain tout proche, ce que le constructeur justifie, sur une plaque apposée en façade, par le « désir de rénover l'antique parure de Rome ».
Le remploi était également pratiqué au Moyen Âge dans des œuvres d'orfèvrerie. Dans la croix de Herrimann (de) à Cologne, la tête du Christ, en lapis-lazuli de couleur bleue, est en réalité un portrait antique, peut-être de Livie, épouse d'Auguste. Le remploi d'un camée représentant Auguste dans la croix de Lothaire a fait l'objet d'interprétations diverses : réinterprétation en tant que tête du Christ par le procédé dit d'interpretatio christiana, représentation du donateur, allusion au rôle du Christ comme roi du Ciel.

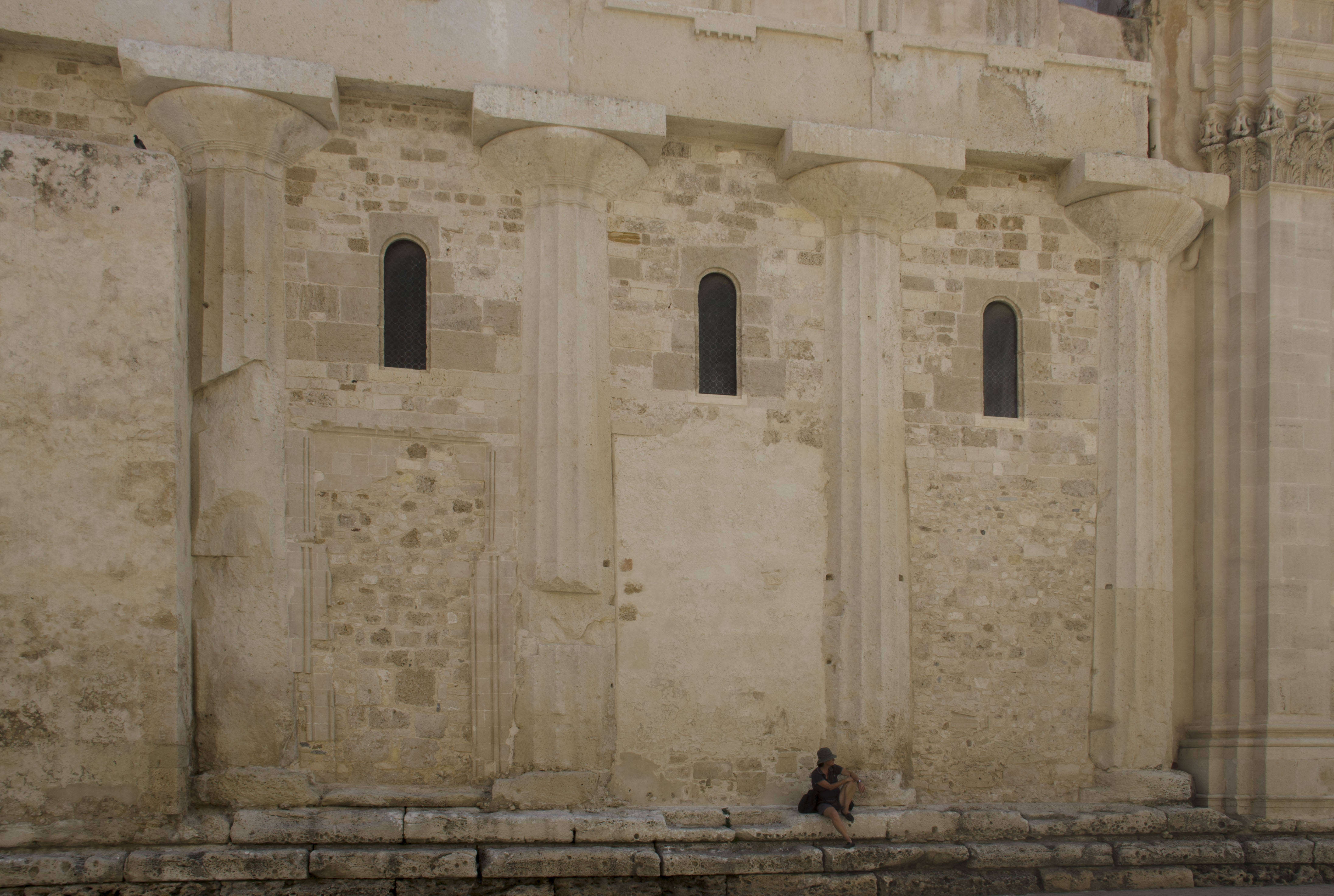
Colonnes originales d’un temple grec, intégrées dans un mur de la cathédrale de Syracuse.
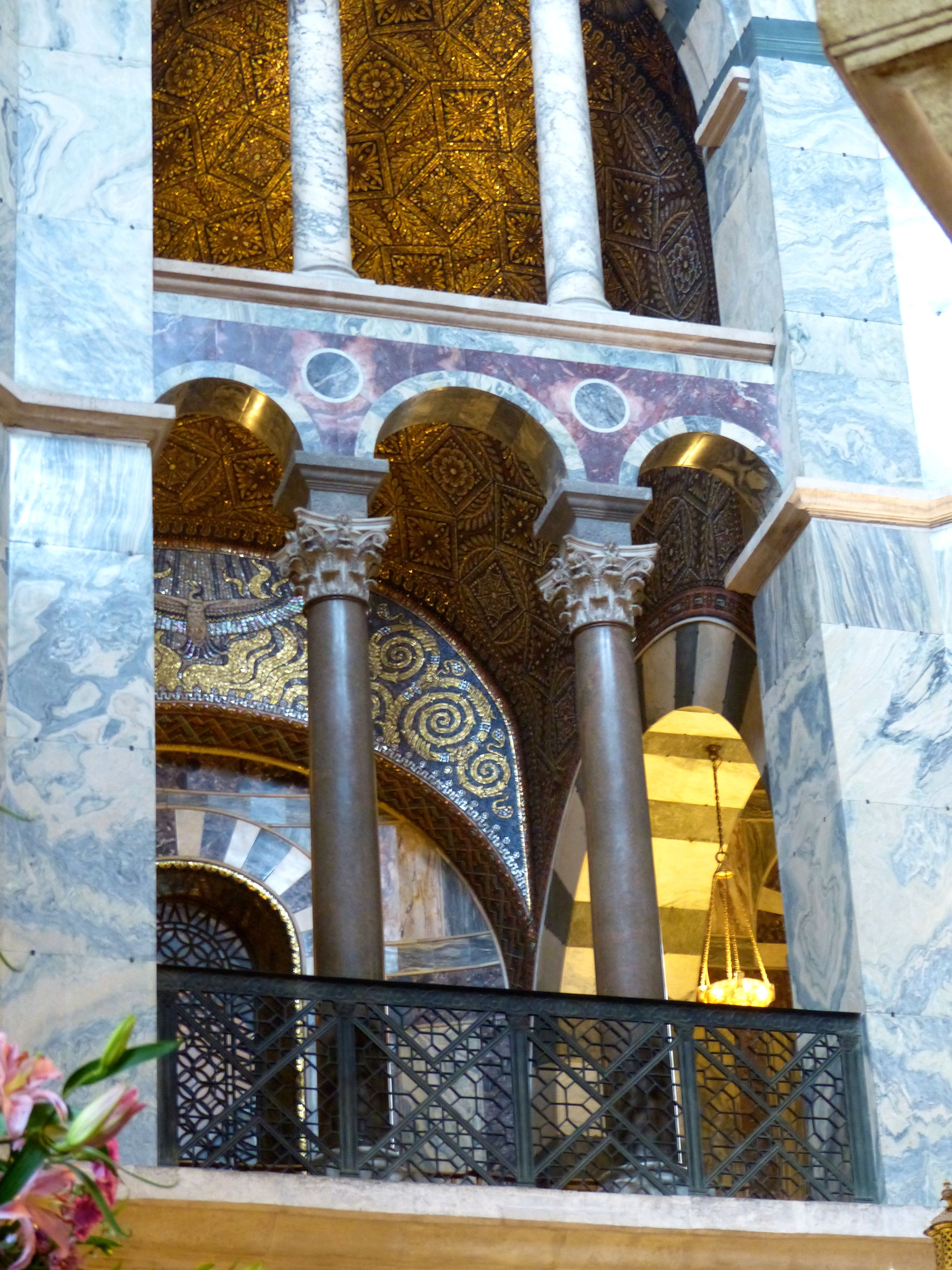
Les colonnes d'Aix-la-Chapelle.
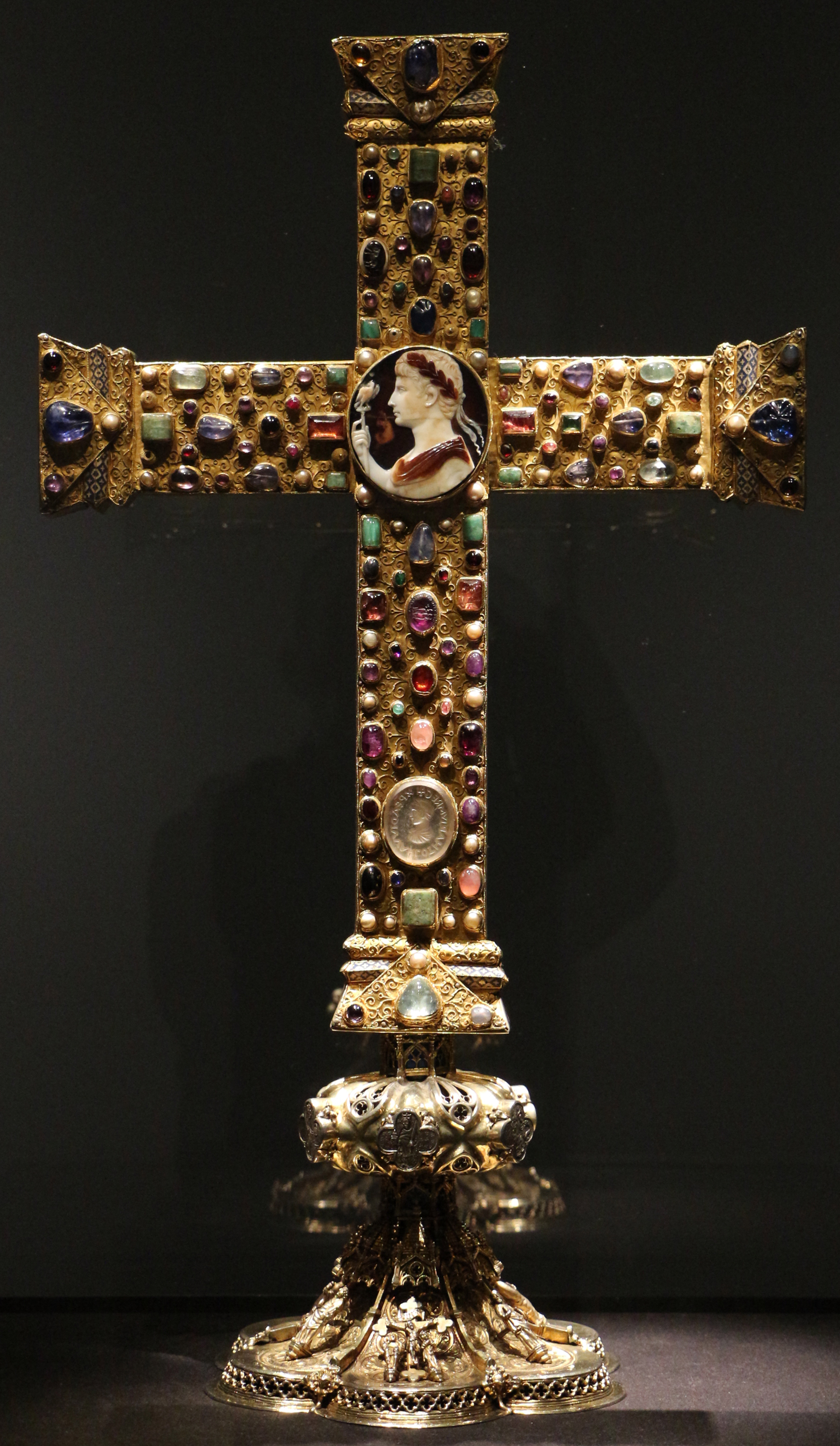
Croix de Lothaire.
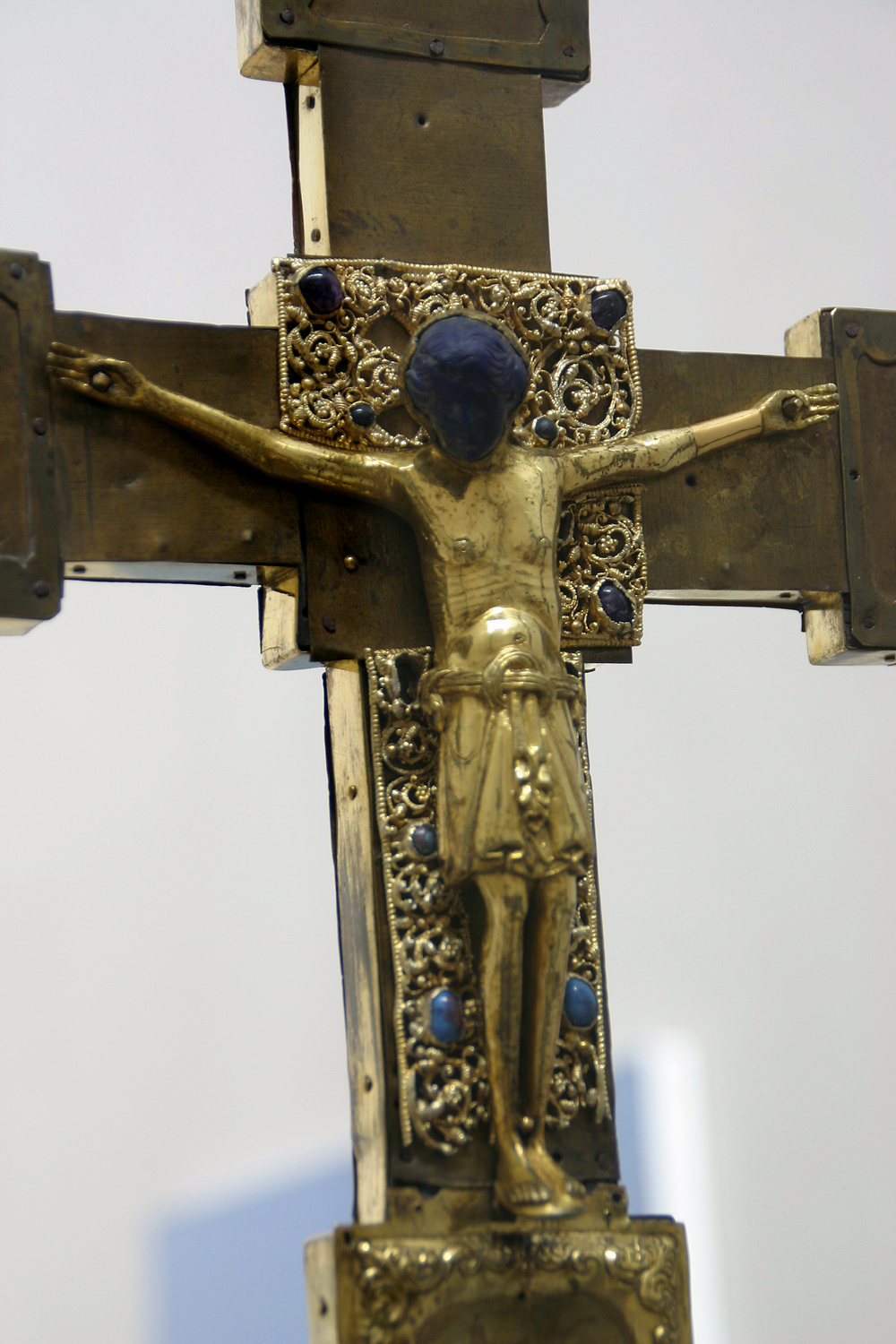
Croix de Herrimann.

Les pièces de monnaie anciennes furent également reconverties en bijoux de toutes sortes. L’art mérovingien entre autres montre de nombreux exemples de pendentifs, médaillons et bagues surtout à partir du VIIe siècle coutume qui s’étendit jusqu’au VIIe siècle.

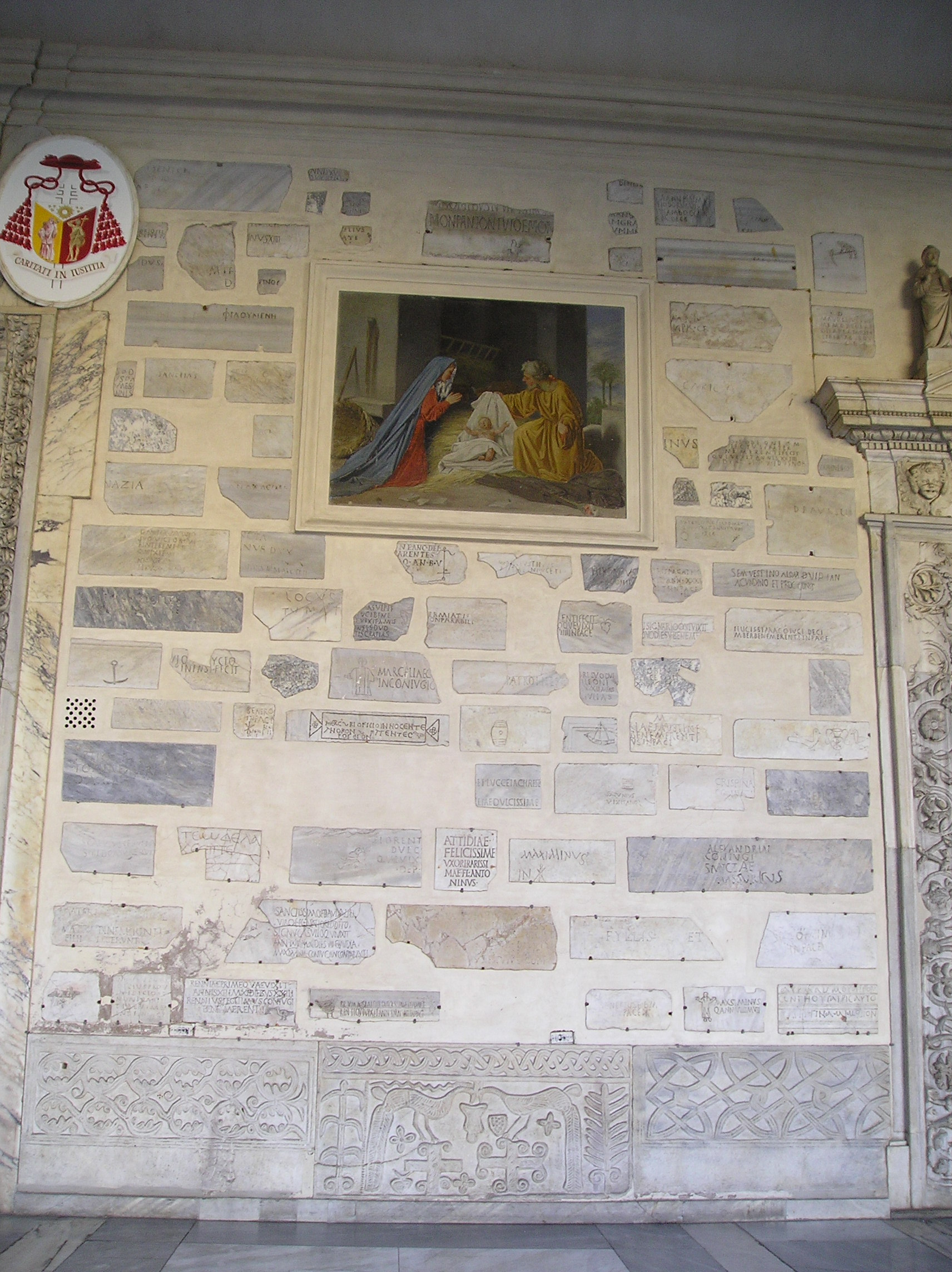
Portique de Santa Maria in Trastevere (Rome). Décoration faite de fragments d’inscriptions et de sarcophages antiques.

Avec l’expansion territoriale des villes à la fin du Moyen Âge, nombre de villes se virent contraintes de démolir leurs enceintes originelles, dont les pierres furent mises à contribution par la nouvelle bourgeoisie dans la construction des églises et palais qui se multipliaient à l’époque. Ainsi, à Reims, au temps de Louis le Pieux (r. 778 – 840), l’archevêque demanda la permission de l’empereur pour utiliser les pierres du vieux mur romain dans la reconstruction de la cathédrale.
Poursuivant cette évolution, les spolia furent utilisés comme des réminiscences conscientes du passé à la Renaissance, alors que l’on  redécouvrait l’Antiquité, mais aussi, auparavant, comme un symbole de puissance pour les républiques italiennes dont la prédominance commerciale s’affirmait en Méditerranée. Loin d’être intégrés au hasard dans les nouveaux édifices, ils étaient collectionnés avec soin et mis en valeur dans les cathédrales, villas et palaces des nouveaux riches de l’époque.
Un des exemples les plus caractéristiques de cette tendance est sans doute la cathédrale Saint-Marc de Venise. Vers 1060, le doge Domenico Contarini décida, afin de conserver les reliques de saint Marc de reconstruire la basilique détruite lors d’une révolte en 976. Les architectes de la nouvelle église vinrent de Constantinople pour bâtir « un superbe temple singulier et rare » qui prit comme modèle  l'église des Saints-Apôtres de Constantinople (536-546). Les travaux commencèrent vers 1063, mais ce n’est que dans la première moitié du XIIIe siècle, donc après la prise de Constantinople en 1204, que le narthex et la nouvelle façade furent construits et la plupart des mosaïques achevées, incorporant de nombreuses œuvres d’art, telles mosaïques, colonnes, chapiteaux et frises prises à Constantinople. Les 2 600 colonnes de marbre, porphyre, jaspe, serpentine et albâtre ont été rapportées pour la plupart après des conquêtes de l’époque et envoyées comme butin à Saint-Marc (tout comme le célèbre quadrige antique de bronze doré des Chevaux également envoyé à Venise par le doge Enrico Dandolo après la prise de Constantinople). Pour la plupart, elles ne remplissent aucune fonction structurelle, mais servent de décoration, soulignant la nouvelle puissance de Venise. Par la suite, les murs extérieurs, originellement de briques, furent couverts de plaques de marbre et de sculptures, nombre d’entre elles des spolia puisque certaines sont beaucoup plus vieilles que la basilique elle-même, telle celle des quatre tétrarques, sculpture de porphyre datant du IVe siècle venant d’Asie mineure que l’on trouve près de la « Porta della Carta ».

Façade de la basilique Saint-Marc, à Venise
La basilique après la reconstruction de 976 - 1094, sans les ajouts du XIIIe siècle qui virent l’addition de nombreux spolia.
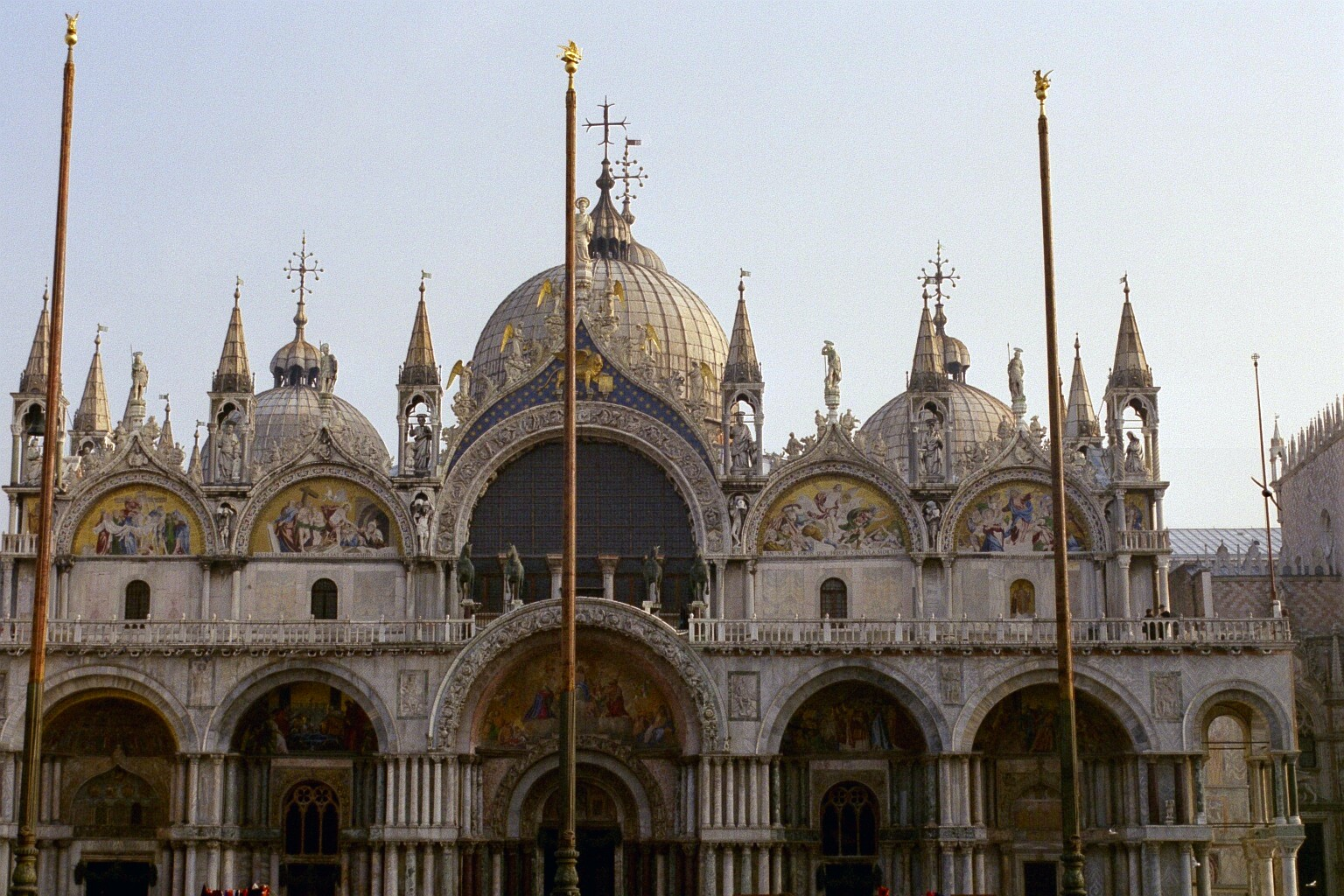
La façade actuelle de la basilique, ornée de nombreuses colonnes issues de remplois.
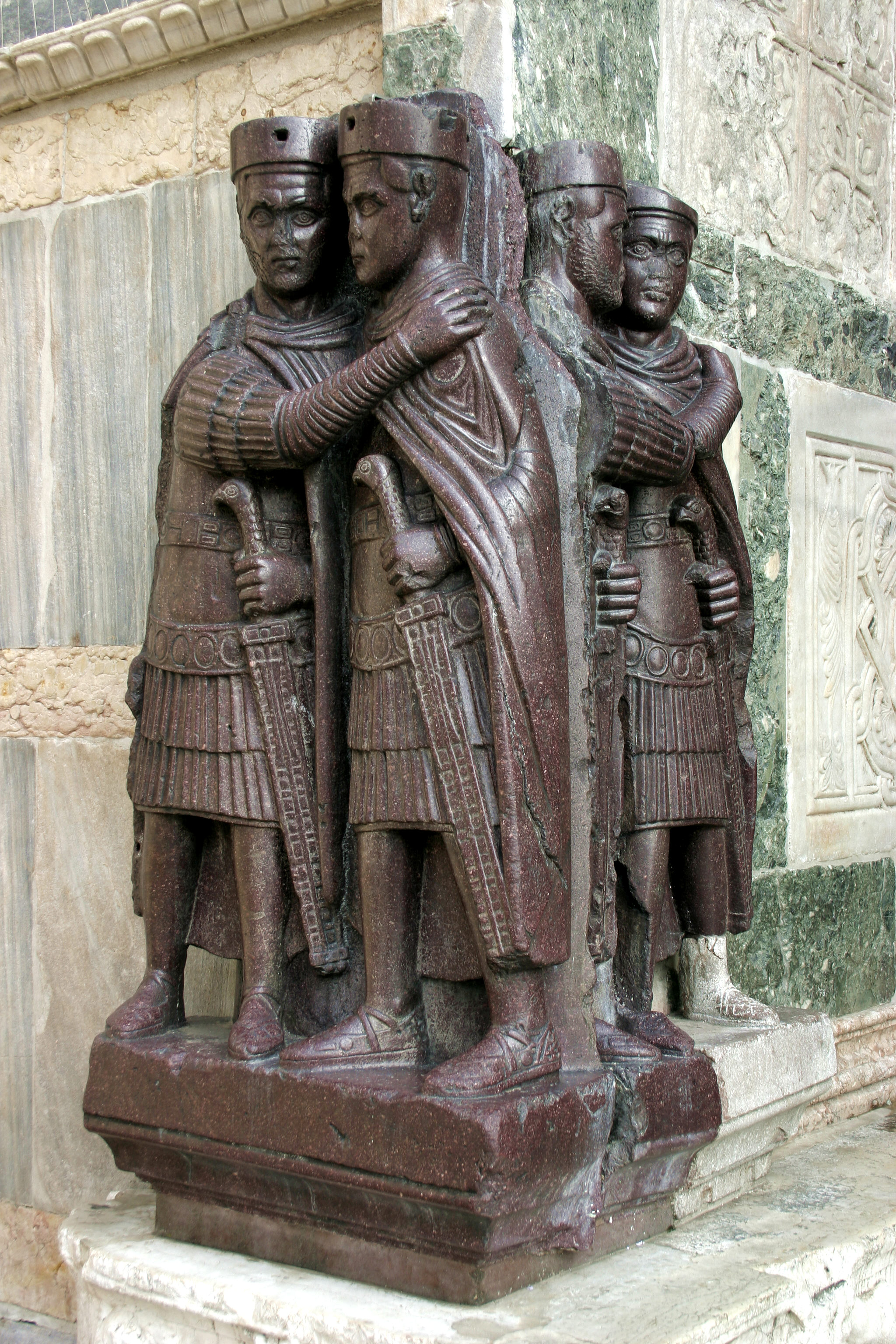
Les Tétrarques (vers 305 ap. J.-C.). Porphyre.

### Autres cultures  et époques

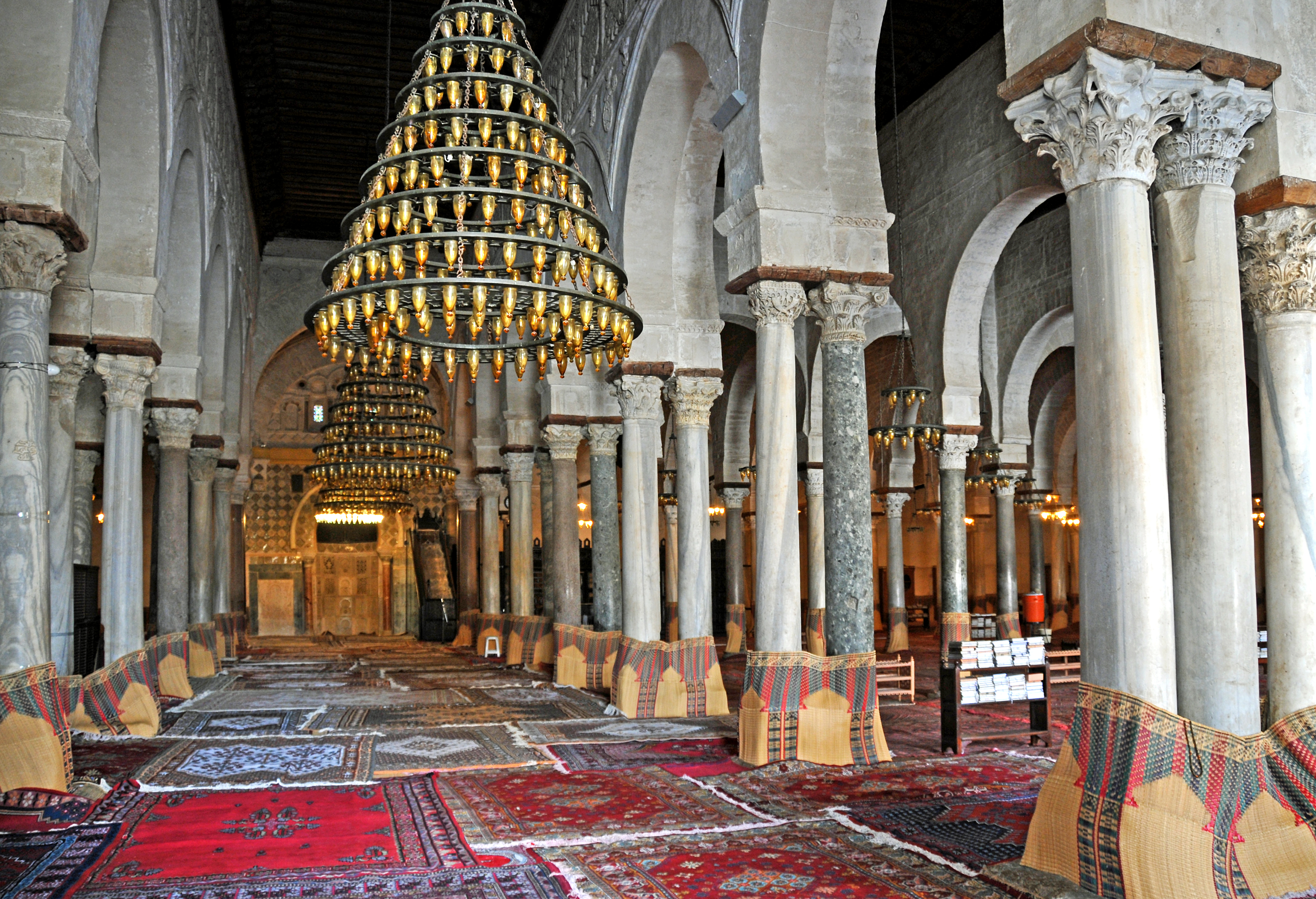
Salle de prière de la grande mosquée de Kairouan (Tunisie).

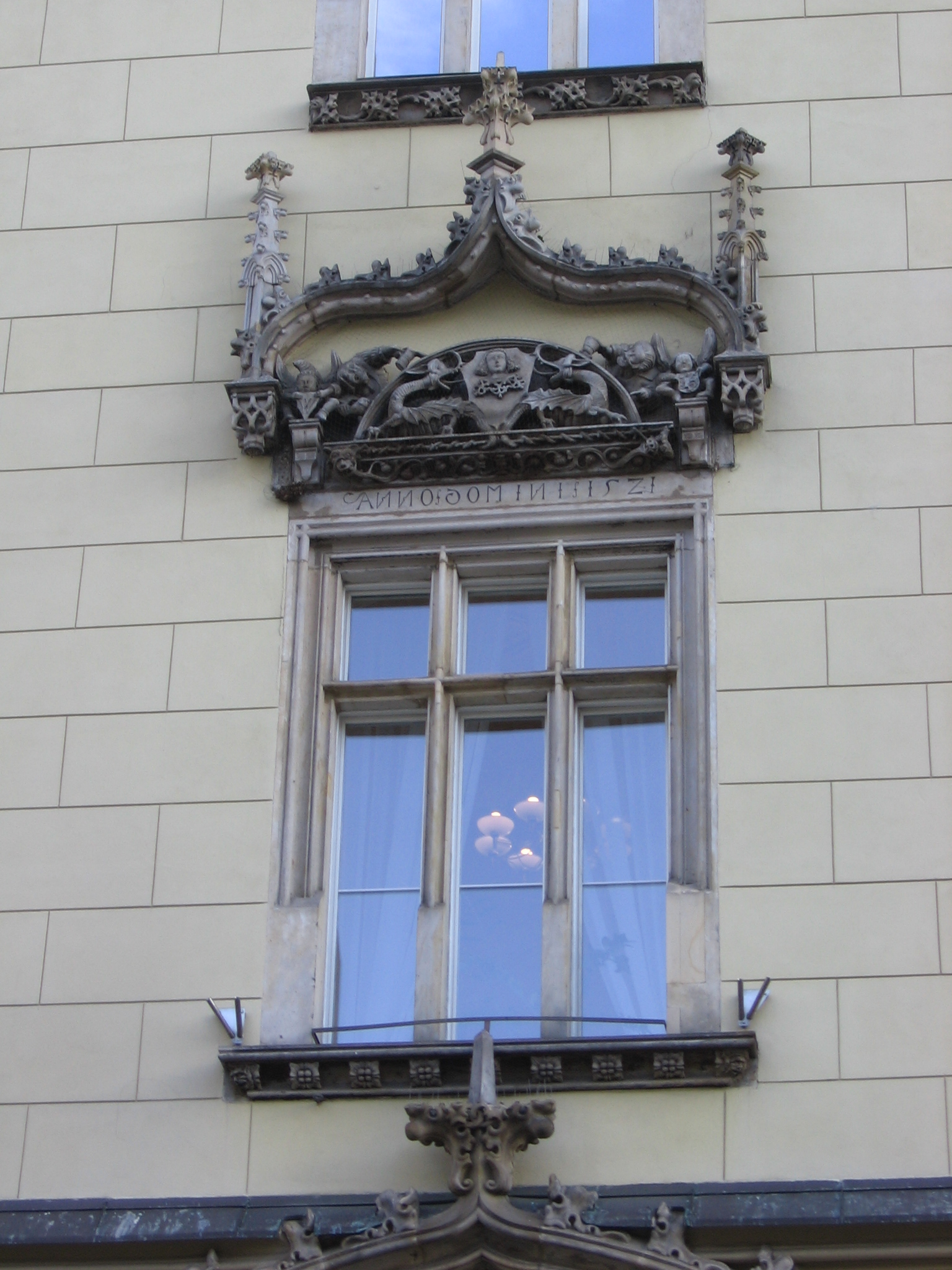
Spolium intégré à la façade du nouvel hôtel de ville de la ville de Wrocław (Pologne).

L’emploi de spolia n’appartient pas uniquement à la culture occidentale. Lorsque Saladin voulut réparer la mosquée Al-Aksa de Jérusalem en 1187, il « fit venir du marbre dont on ne pourrait trouver le pareil, de cubes (de verre) dorés... la façon byzantine, et autres objets nécessaires, le tout amassé depuis longues années. Plusieurs siècles plus tard, la salle de prière de la grande mosquée de Kairouan (Tunisie), un édifice majeur de l’Islam au IXe siècle réemploie, comme beaucoup d’autres mosquées de cette période, nombre d’éléments préislamiques, notamment des centaines de colonnes, de marbre et de granite provenant d’édifices romains et chrétiens byzantins du IIe siècle au VIe siècle.
Ce rappel réel ou poétique de l’atmosphère des siècles passés fut également à l’origine de la construction de ruines à la période romantique des XVIIIe siècle et XIXe siècle, fragments ou édifices entiers invoquant la nostalgie du passé, sans toutefois nécessairement y intégrer de spolia.
De nos jours, des spolia sont consciemment intégrés dans l’architecture de certains édifices, comme dans le nouvel hôtel de ville de Wrokłav en Pologne, afin de conserver physiquement et spirituellement l’héritage des siècles passés, tout en les replaçant dans un contexte qui évoque davantage leur emploi premier qu’une présentation hors contexte dans un musée.